# Marjosaari (ö i Birkaland)
Marjosaari är en ö i Finland. Den ligger i sjön Längelmävesi och i kommunen Orivesi i den ekonomiska regionen Tammerfors och landskapet Birkaland, i den södra delen av landet, 160 km norr om huvudstaden Helsingfors. Öns area är 3,1 hektar och dess största längd är 270 meter i nord-sydlig riktning.